# 25175 Lukeandraka
25175 Lukeandraka este un asteroid din centura principală de asteroizi.

## Descriere
25175 Lukeandraka este un asteroid din centura principală de asteroizi. A fost descoperit pe 29 septembrie 1998 la Socorro, New Mexico, în cadrul proiectului LINEAR. Asteroidul prezintă o orbită caracterizată de o semiaxă mare de 2,54 ua, o excentricitate de 0,15 și o înclinație de 3,8° în raport cu ecliptica.